# Рішельє (річка)
Рішельє — річка, що бере початок в озері Шамплен, від якого вона тече на північ у провінції Квебек, Канада, і впадає в St. Річка Лаврентія. Раніше вона була знана як річка ірокезів і річка Чамблі. Ця річка була ключовим маршрутом водного транспорту для транскордонної торгівлі між Канадою і США, оскільки вона забезпечувала прямий шлях від річки Святого Лаврентія в Нью-Йорк через озеро Шамплейн, канал Шамплейна і річка Гудзон, до прибуття залізничного транспорту в середині 19 століття.
Через свого стратегічного положення між Новою Францією і Новою Англією, кілька військових укріплень були зведені на течії річки. Він служив ключовим маршрутом для декількох військових поїздок і був ареною декількох битв між кінцем 17 і початком 19 століть, спочатку між французами і ірокезами, потім між французами і англійцями під час режиму Нового. Франція і, нарешті, між британцями і американцями після 1760 року.

## Географія і гідрографія
Річка Рішельє має водозбірний басейн 23720 км² (9160 квадратних миль), в тому числі Lake Champlain 19.925 км² (7,693 квадратних миль) і Міссіской Бей (+1289 км² (498 квадратних миль)). З них 19600 км² (7600 квадратних миль) знаходяться в Сполучених Штатах, беруть початок на західних схилах Зелені гори і східні схили Адірондакскіх гори з Штат Нью-Йорк.
Річка Рішельє протяжністю 124 км (77 миль) бере свій початок в північній частині озера Шамплен на кордоні між Канадою (Квебек) і США (Вермонт і штат Нью-Йорк). Річка протікає через багато міст: Lacolle, Île aux Noix, Сен-Жан-сюр-Рішельє, Chambly, Beloeil, Сен-Шарль-Сюр-Рішельє, Сен-Дені-сюр-Рішельє, Saint-Ours і Сорель-Трейсі де річка впадає в Річка Святого Лаврентія, приблизно в 40 км (25 миль) на північний схід від Монреаля і на північний захід від Квебек.
Річка Рішельє є найбільшим припливом південного берега річки Святого Лаврентія і виснажує значну частину південного Квебека. Квебекская частина вододілу (близько 15 % від його загальної площі) включає 18 озер і ставків, а також сорок річок і приток Рішельє. Основними притоками Рішельє є річки: Акадия, Південний Гурон і Lacolle. Середня витрата річки становить 330 кубічних метрів на секунду (12 000 куб футів / с).

### Річкова течія і гідрологія
Середній ухил річки Рішельє становить 0,19 метра на кілометр (1,0 фут / милю), але на висоті 24 метри (79 футів) між Сен-Жан-сюр-Рішельє і Шамблі для середнього потоку 330 кубічних метрів в секунду (12000 куб фут / с).
Умовно Рішельє зазвичай ділиться на три основні розділи:
- У Геут-Рішельє (Верхнє Рішельє, між озером Шамплен і Сен-Жан-сюр-Рішельє). Він характеризується дуже низьким перепадом висоти (0,3 м (0,98 фута) на 35 км (22 милі)). Маючи ширину близько 1,5 км (0,93 милі) на південному кінці, він стає все вужчим (ширина близько 250 м (820 футів) в самих вузьких місцях). Він проходить через місто Сен-Жан-сюр-Рішельє, який зараз включає Ібервіль і Сен-Люк (об'єднана в 2001 г.).
- В Каналі Чамблі (від Сен-Жан-сюр-Рішельє до Шамблі). Через значний перепад в цій області — 25 м (82 футів) на 12 км (7,5 миль) — у річки багато пороги. Канал складається з дев'яти замки і довжиною майже 19 км (12 миль), що дозволяє човнам долати пороги. У Чамблі річка розширюється і утворює басейн Чамблі, популярне місце для морських занять.
- У Бас-Рішельє (нижня Рішельє, між Шамблі і річкою Святого Лаврентія). На цій ділянці річка проходить через міста Otterburn Park, Білій, Мон-Сен-Ілер і муніципалітети McMasterville, Сен-Шарль-Сюр-Рішельє і Сен-Дені-сюр-Рішельє. В Saint-Ours річка знову характеризується раптовим падінням перед впаданням в річку Святого Лаврентія в Сорель-Трейсі, на північний захід від Озеро Сен-П'єр.

## Геологія
Долина річки Рішельє заснована на осадових породах, що утворилися під час Кембрійські палеозойської ери близько 450 мільйонів років тому. Корінна порода складається з сланець глина і піщаник. Сланці — це осадові породи, що утворилися в результаті механічного руйнування існуючих раніше порід. Пісковики складаються із сполучених разом зерен кварцу і завжди є результатом відкладень берегової лінії.
Історично склалося так, що формування гірських порід в регіоні пов'язано з їх зануренням до кінця геологічної ери ордовика, що призвело до утворення морських відкладень. Потім під впливом тектонічних сил весь регіон зазнав тривалої ерозії з кінця ордовика до кінця третинного періоду. Згодом, бувши покритим товстим шаром льоду під час четвертинного періоду, низини Святого Лаврентія був приголомшений Champlain Sea в результаті обвалення фундаменту, що лежить в основі, отже, важкості льодовиків. Після падіння глини і пісків море мало б відступити після відновлення бази і покинути район в його нинішньому стані. Доліна має кілька виражений рельєф, покритий великою залежью глини товщиною до 50 метрів (160 футів). Низини колись були частиною рівнини наносів долини Святого Лаврентія, більшою, ніж сьогодні. У відносно недавнє геологічне час заледеніння змінило рельєф, який згодом був скорочений відкладеннями відкладень, датованими післяльодовиковим періодом моря Шамплен.

### Топонімія
Річка раніше називалася «Масоліантекв», що в перекладі означає «вода, де багато їжі» в Абенакі, на початку існування колонії вона називалася «рікою ірокезів», деякі ранні журнали і карти згадують нижню частину річки як річку Сорель. Його французька назва походить від імені Кардинал Рішельє (1585—1642), міністр Людовик XIII, а також Форт-Рішельє.

## Тварини
У міських і сільськогосподарських районах мешкають в основному дрібні ссавці, такі як скунси, єнот, білка і бабаки. Лісові площі, складові 16 % території водозбору, містять безліч диких тварин: серед інших Американська норка, олень, бобер, жаби і кілька видів черепахи в тому числі софтшелл черепаха, який знаходиться під загрозою зникнення .
Але найбільш часто зустрічаються види диких тварин птиці. Оскільки річка тече з півночі на південь, це міграційний коридор, і можна спостерігати кілька перелітні птахи. Плацдарму розташована поруч з Сен-Жан-сюр-Рішельє, а в залежності від пори року орнітологи можуть побачити різні види птахів. Наприклад, восени відвідувачі можуть побачити прихід тисяч гусей і качок. Також можна побачити сорокопут (вимираючий вид), так само добре як сапсан і Золотий орел (класифікується як вразливий вид), і блакитні співочі птахи, щоб назвати лише деякі з них.
Що стосується флори, то водозбір річки належить Биоклиматические домену клен-гікорі і гікорі. Він включає серед іншого кленовий цукор і срібний клен з гікорі гикори з бурий дуб і дуб біколор з В'язи американські і чорний ясен, і кілька кущі і трав'янистий . Деякі з них вважаються вразливими або перебувають під загрозою зникнення. Це випадок aplectrelle зима (Aplectrum hyemale), в цибулю-порей (Allium tricoccum) і канадська лілія (Lilium canadense).
В кінці 1990-х років в гирлі річки був водяний каштан. Цей інвазивний вид загрожує придушити фауну і флору, так як розмножується з блискавичною швидкістю. Міністерство сталого розвитку, навколишнього середовища і парків Квебека щосили намагається позбутися від нього, і в 2001 році почалася активна кампанія.

### Риби
Річка Рішельє є домом для більш ніж п'ятдесяти видів риби. Багато з них вважаються перебувають під загрозою або перебувають під загрозою зникнення в якості мідний рудий кінь, річковий червоний кінь і осетер. Один з останніх нерест з мідний рудий кінь (Moxostoma hubbsi), вид ендемічний в Квебеку також зустрічається в річці. Інші види, такі як бичок, є екзогенними. Фактично, вони відбуваються із зовнішнього середовища і були випадково занесені в екосистему, часто зі скиданням води. баласт судна, що курсують по річці Святого Лаврентія. Вважається шкідливим або інвазивний, вони колонізують воду, фінансують і конкурують з місцевими видами (місцевими) і створюють загрозу цілісності екосистема річка.
Крихкість деяких екосистем не перешкоджає занять спортом та активним відпочинком. Деякі річкові риби можуть досягати значних і актуальних для риболовлі розмірів. Однак ця діяльність регулюється: регулярні і галузеві обмеження і денні обмеження можуть застосовуватися між іншими осетрами, лицарями, мельниками і смугастий окунь.

#### Риболовля
Рішельє, де мешкає понад 50 видів риб, пропонує відмінні можливості для спортивної риболовлі. Види спорту включають ловлю наступних видів: північна щука, довгоносий гар, Bowfin, окунь малоротий, великоротий окунь, короп, і чорний краппі. Але в Рішельє також є кілька під загрозою або ж перебувають під загрозою зникнення види, такі як мідний рудий кінь, річковий червоний кінь, і озерний осетер, тому сезони риболовлі і обмеження на вилов регулюються.